# 流山市農業協同組合

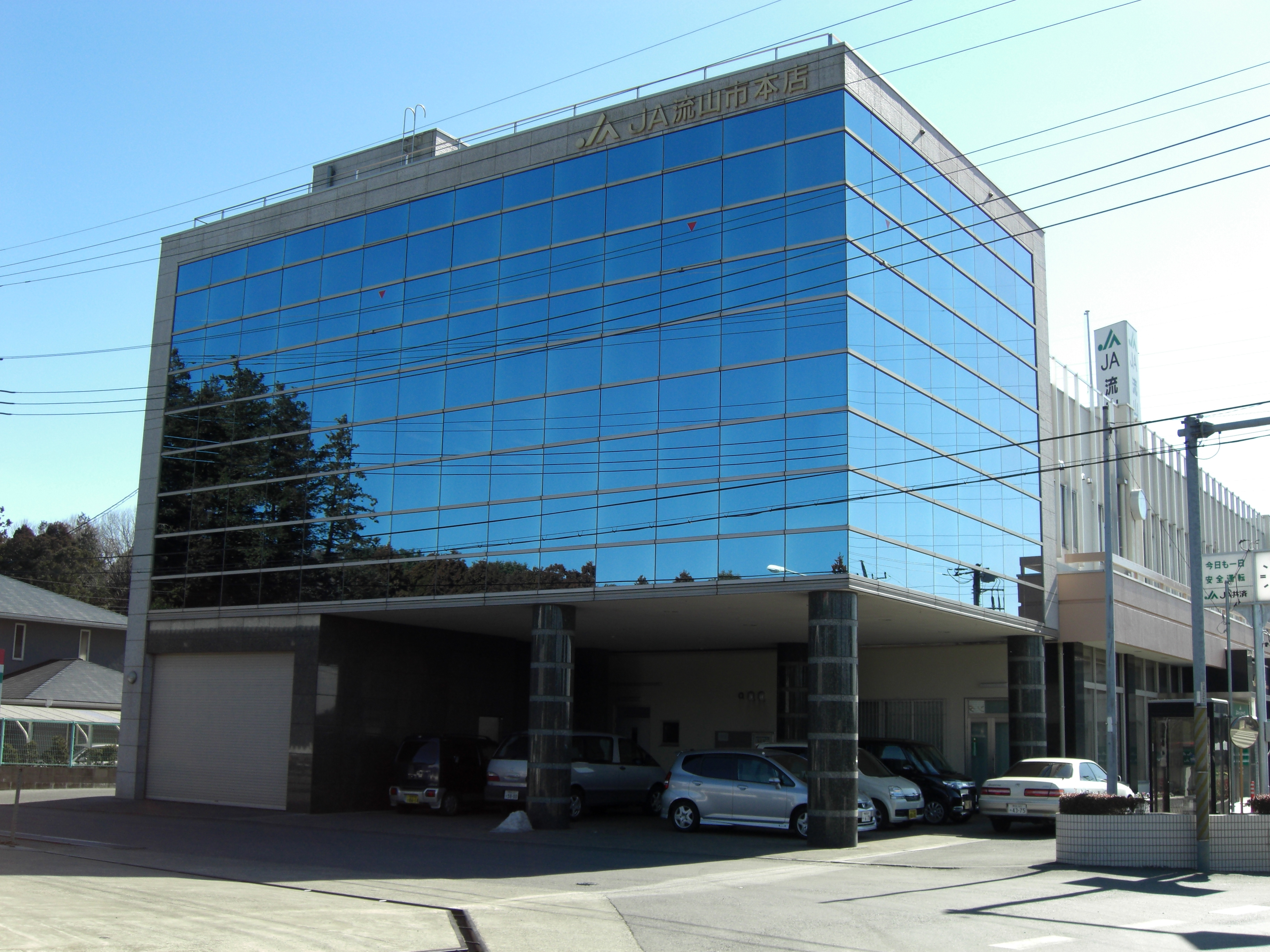
JA流山市本店
（現：JAとうかつ中央 八木支店）

流山市農業協同組合（ながれやましのうぎょうきょうどうくみあい、略称JA流山市、流山市農協）は、かつて千葉県流山市野々下一丁目に本所を置いていた農業協同組合。
2008年（平成20年）7月1日をもって、松戸市・千葉小金の2農協と合併し、｢とうかつ中央農業協同組合｣となった。

## 店舗
- 本店
- 南流山支店
- 流山支店
- 中央支店
- 十太夫支店
- 新川支店
- 運河支店

## 沿革
- 1997年（平成9年）7月 発足。
- 2007年（平成19年）11月 臨時総会において松戸市農業協同組合・千葉小金農業協同組合と合併し、流山市農業協同組合は解散することを決議した。
- 2008年（平成20年）7月 同農協が松戸市・千葉小金の2農協と合併し、とうかつ中央農業協同組合が発足。